# Баранувка (остановочный пункт)
Баранувка (пол. Baranówka) — остановочный пункт в селе Баранувка в гмине Коцмыжув-Любожица, в Малопольском воеводстве Польши. Имеет 1 платформу и 2 пути.
Остановочный пункт на железнодорожной линии Варшава-Западная — Радом — Скаржиско-Каменна — Кельце — Мехув — Краков.